# Afumați, Ilfov
Afumați este o comună în județul Ilfov, Muntenia, România, formată numai din satul de reședință cu același nume.

## Poziția geografică
Comuna Afumați este situată în Câmpia Vlăsiei, pe malurile râului Pasărea, la 15 km nord-est de București. Ea are în componență un singur sat, Afumați, satul de reședință, comuna acoperind o suprafață de 6325 ha. Prin comună trece autostrada A0, care înconjoară Bucureștiul, și deservește comuna prin nodul Afumați, unde se descarcă în șoseaua națională DN2, care leagă Bucureștiul de Urziceni. Lângă Afumați, ea se intersectează cu șoseaua de centură a Bucureștiului, prin care se limitează de orașul Voluntari, la sud-vest. Tot la Afumați, din DN2 se ramifică șoseaua județeană DJ200A, care duce spre Petrăchioaia, și tot DN2 se intersectează cu șoseaua județeană DJ100, care duce spre nord-vest la Ștefăneștii de Jos, Tunari și Otopeni (unde se termină în DN1) și spre sud-est la Găneasa, Brănești și Fundeni (ultima în județul Călărași).
Se mai învecinează la nord cu comuna Dascălu, la vest cu comuna Ștefăneștii de Jos, la sud cu orașul Pantelimon, la sud-est cu comuna Găneasa, iar la nord-est cu comuna Petrăchioaia.

## Istorie
Satul Afumați este atestat documentar în 1510. Istoricul C.C. Giurăscu (Istoria Românilor, 1937, vol II) prezintă o hartă a Țării Românești între 1418–1601 unde Afumați figureză ca loc al unei mari bătălii, care s-a dat la 1530, în care domnitorul care și-a obținut atunci numele de Radu de la Afumați a învins o armată turcească venită să-l detroneze.
În 1938, I. Gheorghiu a alcătuit o hartă geografică pe care Afumați figurează ca localitate existentă în perioada 1397-1535 și în anul 1585.
Actul Domnesc de la 11 septembrie 1525 dat de Radu de la Afumați, domnitor al Tării Românești, întărește mănăstirii Glavacioc, moșia cu rumâni la Bărăgan, dăruită de Calotă Vornic.
Între 1522-1529, Afumați a fost în proprietatea domnului Țării Românești, Radu de la Afumați. În perioada imediat următoare, Afumați intră în proprietatea domeniului Domnesc (1529-1585).
În 1636, Șerban Cantacuzino a construit în Afumați o fabrică de postav. În 1785, Alexandru Moruzi a construit aici o fabrică de hârtie, pe care la sfârșitul domniei a lăsat-o mitropoliei ortodoxe a Munteniei.
După cum apare menționat în documente, coloniștii bulgari se stabilesc în Afumați între anii 1806–1814 și 1828–1834. În 1834, aici locuiau 43 de familii de bulgari. În Registrul de evidență al populației din 1838 se înregistrează prezența a 81 de gospodării „sârbești” (bulgarii din Țările Române erau înregistrați drept sârbi în documentele vremii). Când Gustav Weigand a venit în sat în 1899, a găsit în Afumați aproximativ 1.500 de bulgari și 150 de români. Mai târziu a inclus satul în atlasul său ca localitate cu populație bulgară. Până în 1828, când majoritatea bulgarilor s-au stabilit în sat, aici locuiau doar români. S. Romanski a vizitat localitatea în 1906. Satul era locuit de descendenții coloniști care au venit în diferite momente din regiunea Razgrad: (Karaarnaut, astăzi Goleaam Izvor), zona Isperih: Hărsovo, zona Turtucaia/Tutrakan: Cadichioi/Malăk Preslaveț, regiunea Ruse precum și din Tracia. În 1942, un angajat al ambasadei Bulgariei a vizitat satul și a consemnat stadiul avansat de integrare al bulgarilor în societatea românească.
La sfârșitul secolului al XIX-lea, comuna făcea parte din plasa Dâmbovița a județului Ilfov, iar în 1925, din plasa Pantelimon a aceluiași județ, având 3811 locuitori.
În 1913 îi este vândută lui Stere Negropontes, care o stăpânește până la reforma agrară din 1945. În 1950, a devenit parte a raionului 1 Mai din orașul republican București. În 1968, la reforma administrativă de atunci, a devenit comună a județului Ilfov, reînființat. În 1981, la o nouă ajustare a organizării administrative, a fost arondată Sectorului Agricol Ilfov, subordonat municipiului București, sector care în 1998 a devenit județul Ilfov.

## Demografie
Componența etnică a comunei Afumați
     Români (85,2%)
     Romi (4,81%)
     Alte etnii (0,98%)
     Necunoscută (9,01%)
Componența confesională a comunei Afumați
     Ortodocși (87,45%)
     Musulmani (1,51%)
     Alte religii (1,23%)
     Necunoscută (9,81%)
Conform recensământului efectuat în 2021, populația comunei Afumați se ridică la 8.748 de locuitori, în creștere față de recensământul anterior din 2011, când fuseseră înregistrați 7.919 locuitori. Majoritatea locuitorilor sunt români (85,2%), cu o minoritate de romi (4,81%), iar pentru 9,01% nu se cunoaște apartenența etnică. Din punct de vedere confesional, majoritatea locuitorilor sunt ortodocși (87,45%), cu o minoritate de musulmani (1,51%), iar pentru 9,81% nu se cunoaște apartenența confesională.

## Politică și administrație
Comuna Afumați este administrată de un primar și un consiliu local compus din 15 consilieri. Primarul, Gabriel Dumănică[*], de la Partidul Național Liberal, este în funcție din 2008. Începând cu alegerile locale din 2024, consiliul local are următoarea componență pe partide politice:
|  | Partid                                                       | Consilieri | Componența Consiliului | Componența Consiliului | Componența Consiliului | Componența Consiliului | Componența Consiliului | Componența Consiliului | Componența Consiliului | Componența Consiliului | Componența Consiliului | Componența Consiliului | Componența Consiliului |
|  | ------------------------------------------------------------ | ---------- | ---------------------- | ---------------------- | ---------------------- | ---------------------- | ---------------------- | ---------------------- | ---------------------- | ---------------------- | ---------------------- | ---------------------- | ---------------------- |
|  | Partidul Național Liberal                                    | 11         |                        |                        |                        |                        |                        |                        |                        |                        |                        |                        |                        |
|  | Alianța Electorală Partidul Social Democrat + Partidul Verde | 3          |                        |                        |                        |                        |                        |                        |                        |                        |                        |                        |                        |
|  | Alianța pentru Unirea Românilor                              | 1          |                        |                        |                        |                        |                        |                        |                        |                        |                        |                        |                        |

### Evoluție istorică
Evoluția cantitativă a comunei Afumați este oglindită mai ales în datele recensămintelor de după 1831.
Astfel în Condica cu Manuscripte nr. 1457 de la Academia Română (pagina 145) se constată dintr-o numărătoare a populației făcută la 1810 că Afumați avea 280 de locuitori, care trăiau în 65 de case. Dintre aceștia 141 erau de sex masculin iar restul de sex feminin. 
20 de ani mai târziu, conform recensămantului dintre anii 1831-1835 în Afumați trăiau 655 de locuitori iar în 1890 - 1442 de locuitori în 281 de case.
Marele Dicționar Geografic al României din 1898 consemnează comuna Afumați ca fiind formată din satele Afumați și Boltași, cu o populație de 1.667 de locuitori și 322 de case; comuna făcea parte din plasa Dâmbovița a județului Ilfov. Acolo funcționa o școală mixtă cu 32 de elevi (din care 9 fete)
Studiind evoluția numerică a populației totale a Comunei Afumați pentru perioada 1969-prezent pentru anii 1969, 1972, 1975, 1978, 1981 se observă o creștere ușoară, dar constantă, a numărului de locuitori iar începând cu anul 1984 și până în 2002 descreșterea populației totale este evidentă, deși ușoară, de la an la an. Odată cu anul 2000 și cu reorientarea românilor către casele din zonele limitrofe marilor orașe, numărul locuitorilor comunei a inceput să crească semnificativ, ajungând la 6613 la recensământul din 2002.

## Monumente istorice
În satul Afumați se află ansamblul fostei curți a stolnicului Constantin Cantacuzino, construit la sfârșitul secolului al XVII-lea și transformat în secolul al XIX-lea, monument istoric de interes național, clasificat drept monument de arhitectură. El cuprinde biserica „Adormirea Maicii Domnului” (construită în 1691), conacul și zidul de incintă.
În afara acestuia, în comună se mai află alte patru obiective incluse în lista monumentelor istorice din județul Ilfov ca monumente de interes local. Trei dintre ele sunt clasificate ca situri arheologice. Unul este curtea domnească a lui Radu de la Afumați, aflată pe malul stâng al râului Pasărea la 300 m vest de șoseaua Afumați-Petrăchioaia. Un al doilea se află pe malul drept al râului Pasărea, la est de aceeași șosea și cuprinde manufactura lui Șerban Cantacuzino (secolele al XVII-lea–al XVIII-lea), precum și o așezare și o necropolă medievale (secolele al XV-lea–al XVI-lea). Al treilea sit se află între marginea vestică a satului Afumați și limita cu comuna Ștefăneștii de Jos, și cuprinde urmele unor așezări din diverse perioade: Epoca Bronzului, epoca geto-dacică, epoca daco-romană, secolele al IX-lea–al XI-lea și epoca medievală.
Al patrulea monument de interes local, clasificat ca monument de for public, îl constituie monumentul soldaților căzuți în Primul Război Mondial, aflat pe marginea DN2 în satul Afumați.

## Folclor, obiceiuri și tradiții populare
La moarte s-a păstrat obiceiul ca cel decedat să fie vegheat în permanență. 
În timpul nopților în care afumățenii își țin mortul în casă pentru ca apropiații să își ia adio de la el s-a păstrat obiceiul împărțitului de dulciuri și vin de către femeile ale căror morți nu au implinit un an.
Rudele apropiate celui decedat poartă haine negre timp de un an. După inmormântare se organizează o masă mare la care iau parte toate cunoștințele celui decedat. Se împart prosoape și vase în care se pune un colac, colivă, dulciuri, orez cu lapte.
Obiceiurile tradiționale sunt legate de sărbătorile de iarnă sau anotimpurile anului. Multe dintre obiceiuri s-au mai pierdut, altele și-au schimbat conținutul primind elemente noi care reflectă condițiile sociale noi. 
Altele și-au pierdut vechiul conținut, păstrându-se doar practica exterioară, care are mai mult valoare de spectacol - așa numitele Olelii, focurile care se fac în seara lăsatului sec pentru Postul Paștelui.

## Legături externe
Materiale media legate de Afumați la Wikimedia Commons